# سيماو رودريغوس
سيماو رودريغوس (بالبرتغالية: Simão Rodrigues‏) هو كاهن كاثوليكي برتغالي، ولد في 1510 في بوزيلة ‏ في البرتغال، وتوفي في 15 يونيو 1579 في لشبونة في البرتغال.